# Hercules Bay (Papua-Neuguinea)
Die Hercules Bay (in der deutschen Kolonialzeit Herkulesbucht genannt) ist eine Bucht an der Südküste des Huongolfs im Süden der Provinz Morobe von Papua-Neuguinea. Sie ist damit Teil der Salomonensee.
Die Bucht wird vom Kernland Papuas im Süden und Osten gebildet und ist etwa 30 km breit und etwa 10 km tief. Die äußeren Punkte der Bucht bilden die Mündung des Waria River, der Waria Point, im Norden und die Landspitze Alligator Point im Osten.
Innerhalb der Bucht liegen vor der Ostküste die kleinen Inseln Bau Island und Tauwara Island. Eine Anzahl Siedlungen säumt die Küste der Bucht, so etwa (von Nord nach Süd-Osten) Kobo und Nima, Wainsodina, Bau, Auno, Wuwu und Damberode. Im westlichen Hinterland liegt der See Lake Inlet (auch Bau Lagoon) mit einer Verbindung zur Bucht.
Die Bucht wurde erst 1874 durch den britischen Marineoffizier John Moresby entdeckt. Ab 1899 war die Gegend um die Bucht Teil der deutschen Kolonie Neuguinea. Sie lag zu dieser Zeit im direkten Grenzgebiet zur britischen Kolonie Britisch-Neuguinea wenige Kilometer südlich der Bucht und kam 1920 unter australische Mandatsverwaltung. Während des Zweiten Weltkriegs kam es in der Gegend zu Kämpfen zwischen alliierten und japanischen Truppen.